# Syndiclis chinensis
Syndiclis chinensis är en lagerväxtart som beskrevs av C.K. Allen. Syndiclis chinensis ingår i släktet Syndiclis och familjen lagerväxter. Inga underarter finns listade i Catalogue of Life.